# Vajträsket
Vajträsket är en sjö i Lycksele kommun i Lappland och ingår i Öreälvens huvudavrinningsområde. Sjön har en area på 0,771 kvadratkilometer och ligger 355 meter över havet. Sjön avvattnas av vattendraget Vajbäcken.

## Delavrinningsområde
Vajträsket ingår i det delavrinningsområde (713480-162927) som SMHI kallar för Utloppet av Vajträsket. Medelhöjden är 394 meter över havet och ytan är 15,05 kvadratkilometer. Det finns ett avrinningsområde uppströms, och räknas det in blir den ackumulerade arean 50,61 kvadratkilometer. Vajbäcken som avvattnar avrinningsområdet har biflödesordning 2, vilket innebär att vattnet flödar genom totalt 2 vattendrag innan det når havet efter 144 kilometer. Avrinningsområdet består mestadels av skog (56 procent) och sankmarker (31 procent). Avrinningsområdet har 0,83 kvadratkilometer vattenytor vilket ger det en sjöprocent på 5,5 procent.